# Lattinova
Lattinova is een geslacht van wantsen uit de familie van de Miridae (Blindwantsen). Het geslacht werd voor het eerst wetenschappelijk beschreven door Cassis in 2008.

## Soorten
Het genus is monotypisch en bevat alleen de volgende soort:

- Lattinova jacki Cassis, 2008